# Campeonato Mundial de Patinaje Artístico sobre Hielo de 1971
El LXXI Campeonato Mundial de Patinaje Artístico se realizó en Lyon (Francia) entre el 23 y el 28 de febrero de 1971 bajo la organización de la Unión Internacional de Patinaje sobre Hielo (ISU) y la Federación Francesa de Deportes de Hielo. 

## Resultados

### Masculino
| Puesto | Nombre              | País            | Puntos |
| ------ | ------------------- | --------------- | ------ |
| Oro    | Ondrej Nepela       | Checoslovaquia  | 12     |
| Plata  | Patrick Perá        | Francia         | 18     |
| Bronce | Sergei Chetverukhin | Unión Soviética | 34     |

### Femenino
| Puesto | Nombre            | País           | Puntos |
| ------ | ----------------- | -------------- | ------ |
| Oro    | Beatrix Schuba    | Austria        | 10     |
| Plata  | Julie Lynn Holmes | Estados Unidos | 24,5   |
| Bronce | Karen Magnussen   | Canadá         | 27     |

### Parejas
| Puesto | Nombre                              | País            | Puntos |
| ------ | ----------------------------------- | --------------- | ------ |
| Oro    | Irina Rodnina / Alexei Ulanov       | Unión Soviética | 11     |
| Plata  | Liudmila Smirnova / Andrei SuraIkin | Unión Soviética | 17     |
| Bronce | Alicia Jo Starbuck / Ken Shelley    | Estados Unidos  | 29     |

### Danza en hielo
| Puesto | Nombre                                 | País                          | Puntos |
| ------ | -------------------------------------- | ----------------------------- | ------ |
| Oro    | Liudmila Pakhomova / Alexandr Gorshkov | Unión Soviética               | 16     |
| Plata  | Angelika Buck / Erich Buck             | República Democrática Alemana | 21     |
| Bronce | Judy Schwomeyer / James Sladky         | Estados Unidos                | 20     |

## Medallero
| Núm. | País                          | Oro | Plata | Bronce | Total |
| ---- | ----------------------------- | --- | ----- | ------ | ----- |
| 1    | Unión Soviética               | 2   | 1     | 1      | 4     |
| 2    | Austria                       | 1   | 0     | 0      | 1     |
| 2    | Checoslovaquia                | 1   | 0     | 0      | 1     |
| 4    | Estados Unidos                | 0   | 1     | 2      | 3     |
| 5    | República Democrática Alemana | 0   | 1     | 0      | 1     |
| 5    | Francia                       | 0   | 1     | 0      | 1     |
| 7    | Canadá                        | 0   | 0     | 1      | 1     |
|      | TOTAL                         | 4   | 4     | 4      | 12    |

| Predecesor: Yugoslavia 1970 | Campeonato Mundial de Patinaje Artístico sobre Hielo 1971 | Sucesor: Canadá 1972 |

- Datos: Q866297